# Dan Dare II: Mekon's Revenge
Dan Dare II: Mekon's Revenge, chiamato anche Dan Dare II o Dan Dare 2 su schermo, è un videogioco tratto dal fumetto fantascientifico Dan Dare, pubblicato nel 1988 per Amstrad CPC, Commodore 64 e ZX Spectrum dalla Virgin Games. È uno sparatutto ambientato dentro un'astronave da esplorare a bordo di una moto volante, controllando Dan Dare oppure il suo arcinemico Mekon.
È il secondo videogioco di una trilogia, tra Dan Dare: Pilot of the Future e Dan Dare III: The Escape, e nel funzionamento è molto diverso dagli altri due, che sono a piattaforme con Dan a piedi.

## Trama
Mekon, il malvagio scienziato alieno capo dei Treen (tipici omini verdi), tenta nuovamente di conquistare la Terra, stavolta sviluppando una potente razza geneticamente modificata di Supertreen. Da una grande astronave madre è in procinto di lanciare all'attacco della Terra le sue creature, per ora contenute in bolle di supporto vitale di plexiglass sparse per l'astronave.
Il colonnello Dan Dare, insieme ad altri soldati della flotta spaziale, è riuscito a introdursi nell'astronave per affrontare i Treen, fluttuando nei corridoi su una moto volante.
Si può giocare nei panni di Dan, che deve trovare le bolle per uccidere tutti i Supertreen e infine fuggire prima che l'intera struttura si distrugga. In alternativa si controlla Mekon, che invece deve raggiungere e attivare manualmente le bolle per lanciare ogni Supertreen prima della distruzione della nave.

## Modalità di gioco
L'astronave è vista in sezione ed è un labirinto bidimensionale di corridoi orizzontali e verticali, suddiviso in molte schermate contigue. Il protagonista, selezionato all'inizio come Dan o Mekon, viaggia su una moto volante (più simile a una piccola piattaforma nel caso di Mekon) ed è soggetto alla gravità e all'inerzia. Può spingersi verso l'alto, a destra e a sinistra, mentre la discesa verso il basso è spontanea, fino a fermarsi fluttuando poco sopra i pavimenti. Può sparare laser in orizzontale e raccogliere eventuali oggetti: ricariche di energia e potenziamenti del laser.
Nelle schermate arrivano continuamente soldati nemici e soldati alleati che si combattono anche tra di loro. Tutti sono dotati di moto volanti e di laser similmente al protagonista; nella versione ZX Spectrum gli alleati di Dan volano in jet pack. Si possono distruggere anche i propri alleati, ma non danno punteggio.
Se si sceglie di giocare nei panni di Dan, si devono trovare le capsule dei Supertreen e sparare ai rispettivi dispositivi di controllo per distruggerle. Solo dopo averle distrutte tutte si può attraversare l'uscita per il livello successivo. In ogni livello, una volta distrutta la prima capsula si attiva un conto alla rovescia della distruzione totale e bisogna eliminare anche le altre e uscire prima che sia troppo tardi. Se ci riesce, il protagonista assiste all'esplosione al sicuro oltre la porta blindata dell'uscita.
Se invece si gioca con Mekon, le capsule vanno trovate e attivate per lanciare nello spazio i Supertreen e alla fine allo stesso modo si deve raggiungere l'uscita. La differenza sostanziale è che il conto alla rovescia parte appena si comincia e non dopo la prima capsula. Secondo il manuale, il gioco con Mekon rappresenta per questo una modalità più difficile per esperti.
Altri elementi dello scenario che complicano i livelli possono essere: condotti dell'aria attraversabili solo a senso unico; campi di forza non oltrepassabili finché non si trovano e distruggono i relativi generatori; postazioni laser fisse; ascensori utilizzabili solo dai nemici; attrattori gravitazionali; porte apribili temporaneamente sparandoci; pistoni che possono schiacciare il personaggio.
Si dispone di una barra dell'energia che si riduce gradualmente subendo i colpi nemici. Al suo esaurimento si perde una vita e si riparte vicino al punto iniziale del livello. Tuttavia in caso di distruzione per esaurimento del tempo si va direttamente al game over.
Riuscire a evitarlo richiede probabilmente di disegnarsi mappe per orientarsi e raggiungere in tempo gli obiettivi.
Ci sono in tutto quattro livelli, corrispondenti ad aree separate dell'astronave, un po' diverse anche graficamente. Sullo ZX Spectrum i livelli hanno conformazione del tutto diversa rispetto alle altre versioni.

## Accoglienza
Dan Dare II: Mekon's Revenge di solito fu apprezzato dalla critica europea, con medie dei voti di circa 75% o poco più in tutte le tre versioni.
Rappresentava un gioco pieno d'azione ed esplorazione, poco originale ma giocabile, ben fatto dal punto di vista grafico, ma carente nel sonoro, che è minimale e senza musica.